# 시가노사토촌
시가노사토촌(일본어: 志賀郷村)은 일본 교토부 이카루가군에 설치되었던 촌이다.